# Maria Przeździecka
Maria Przeździecka (ur. 8 października 1919 w Paszymszach, powiat Szawle, zm. 9 lipca 1965 w Kielcach) – polska historyczka sztuki, badaczka sztuki ludowej, adiunkt w Instytucie Sztuki Polskiej Akademii Nauk w Krakowie.
Była córką Józefa, inżyniera mechanika, i Marii, nauczycielki. Od 1920 ojciec przebywał w Polsce bez kontaktu z rodziną, która pozostała na Litwie kowieńskiej; matka zmuszona była do dodatkowej pracy na utrzymanie dwójki dzieci i dorabiała jako krawcowa. Maria Przeździecka uczęszczała do litewskiej szkoły powszechnej, potem przez dwa lata była uczennicą niemieckiej szkoły zakonnej, wreszcie uczyła się w polskim Gimnazjum im. Adama Mickiewicza w Kownie, gdzie w 1939 zdała maturę. Podjęła następnie studia w Kłajpedzkiej Akademii Handlowej w Szawlach. W latach okupacji pracowała zarobkowo, a w 1944 podjęła próbę ucieczki z Litwy; aresztowana przez Niemców, wywieziona została do obozu pracy w Bawarii. Represje, nie tylko niemieckie, i wydarzenia wojenne dotknęły także jej najbliższych – pod koniec wojny zaginął brat, potem matka i babka zostały zesłane do Kazachstanu.
W 1946 przyjechała do Polski, gdzie m.in. udało się jej poznać ojca (niebawem zmarłego, w 1947). W 1949 uzyskała dyplom magistra na Akademii Handlowej w Krakowie, by wkrótce rozpocząć studia z historii sztuki na Uniwersytecie Jagiellońskim; w 1955 przedstawiła pracę magisterską Pierwiastki ludowe w malarstwie polskim pierwszej połowy XIX wieku. Studia łączyła z pracą zawodową, była tłumaczką i ekonomistą (m.in. w Cepelii), a od 1952 pracowała w Pracowni Badania Sztuki Ludowej Instytutu Sztuki PAN w Krakowie pod kierunkiem Romana Reinfussa. Z Instytutem była związana do końca życia, uczestnicząc w szeregu badań terenowych i podejmując badania indywidualne. 
Zainteresowania naukowe Marii Przeździeckiej obejmowały głównie rzeźbę i malarstwo ludowe, a także rękodzieło artystyczne (haft, ceramika). Na początku lat 60. podjęła pod kierunkiem słoweńskiego profesora Uniwersytetu Jagiellońskiego Vojeslava Molègo temat małopolskiego malarstwa ikonowego XIX wieku, czego efektem stała się rozprawa doktorska obroniona na tymże uniwersytecie w 1964; pracę tę, o pionierskim charakterze, opublikowano już po śmierci autorki w opracowaniu Ewy Dwornik-Gutowskiej (O małopolskim malarstwie ikonowym XIX wieku. Studia nad epilogiem sztuki cerkiewnej w diecezji przemyskiej i na terenach sąsiednich, Ossolineum, Wrocław 1973). Maria Przeździecka zamierzała kontynuować temat ikon w pracy habilitacyjnej, czego nie zdołała zrealizować ze względu na stan zdrowia i śmierć.
Ogłosiła przeszło 50 artykułów i recenzji, z czego większość na łamach „Polskiej Sztuki Ludowej”. W licznych opracowaniach przedstawiała sylwetki twórców ludowych, głównie rzeźbiarzy. W maszynopisie pozostawiła m.in. pracę na temat aspektów plastycznych w ludowych obrzędach rodzinnych i corocznych.
Zdrowie jej uległo wczesnemu pogorszeniu w efekcie pracy przymusowej w Niemczech; od 1961 nie była w stanie uczestniczyć w terenowych pracach badawczych, a doktorat przygotowywała mimo nawrotów choroby nowotworowej. Pochowana została w Kielcach.

## Wybrane publikacje

### Książki
- 1973 O małopolskim malarstwie ikonowym w XIX w., Wrocław-Warszawa-Kraków

### Artykuły
- 1953 Nieznany drzeworyt ludowy, PSL, R. 7, nr 3, s. 153-158.
- 1953 Zdobione „duhy” podlaskie, PSL, R. 7, nr 6, s. 377-381.
- 1956 Zabytki plastyki ludowej na Podlasiu wschodnim, PSL, R. 10, nr 4-5, s. 204-209.
- 1956 Pisanki w Radomskiem, PSL, R. 10, nr 4-5, s. 219-227.
- 1957 Na tropach skulskich ochweśników, PSL, R. 11, nr 4.
- 1958 Zagadnienie genezy haftów kaszubskich, PSL, R. 12, nr 3, s. 131-150.
- 1958 Marcin Gąsior, świątkarz z Łapajówki, PSL, R. 12, nr 2, s. 85-93.
- 1958 Wrocławski ogólnopolski konkurs na pisanki, P?SL, R. 12, nr 4, s. 247-250.
- 1959 Na marginesie genezy haftów kaszubskich, PSL, R. 13, nr 1-2, s. 41-45
- 1959 Ludowe rzeźby z XVIII wieku, PSL, R. 13, nr 4, s. 243-245.
- 1961 Wincenty Flak – rzeźbiarz samouk, PSL, R. 15, nr 1, s. 41-45.
- 1962 Józef Zagórski – unicki świątkarz, PSL, R. 16, nr 1, s. 44-50.
- 1965 Pisanki białostockie, PSL, R. 19, nr 2, s. 101-112.